# Горлиця тонкодзьоба
Горлиця тонкодзьоба (Macropygia amboinensis) — вид голубоподібних птахів родини голубових (Columbidae). Мешкає на островах Індонезії та Папуа Нової Гвінеї. Тонкодзьоба горлиця раніше вважалася конспецифічною з султанською горлицею. Виділяють низку підвидів.

## Опис
Довжина птаха становить 35-37 см, з яких від 17 до 19 см припадає на хвіст. У самців верхня частина тіла сіро-коричнева, обличчя рожевувате, тім'я зеленувате. Крила темно-коричневі. Нижня частина тіла світліша, поцяткована темними горизонтальними смужками.

## Таксономія
В 1760 році французький зоолог Матюрен Жак Бріссон включив опис тонкодзьобої горлиці до своєї книги «Ornithologie», описавши птаха за зразком з острова Амбон. Він використав французьку назву La tourterelle d'Amboine та латинську назву Turtur amboinensis. Однак, хоч Бріссон і навів латинську назву, вона не була науковою, тобто не відповідає біномінальній номенклатурі і не визнана Міжнародною комісією із зоологічної номенклатури. Коли в 1766 році шведський натураліст Карл Лінней випустив дванадцяте видання своєї Systema Naturae, він доповнив книгу описом 240 видів, раніше описаних Бріссоном. Одним з цих видів була тонкодзьоба горлиця, для якої Лінней придумав біномінальну назву Columba amboinensis. Згодом вона була переведена до роду Довгохвоста горлиця (Macropygia).

## Підвиди
Виділяють дев'ять підвидів:
- M. a. amboinensis (Linnaeus, 1766) — Буру, Серам, Амбон та інші острови Серамського моря;
- M. a. admiralitatis Mayr, 1937 — острови Адміралтейства;
- M. a. carteretia Bonaparte, 1854 — архіпелаг Бісмарка (крім островів Адміралтейства);
- M. a. keyensis Salvadori, 1876 — острови Кай[en];
- M. a. maforensis Salvadori, 1878 — острів Нумфор[en];
- M. a. griseinucha Salvadori, 1876 — острів Міос-Нум[en];
- M. a. meeki Rothschild & Hartert, E, 1915 — острів Манам[en];
- M. a. cinereiceps Tristram, 1889 — острови Д'Антркасто і схід Нової Гвінеї;
- M. a. cunctata Hartert, E, 1899 — архіпелаг Луїзіада.

## Поширення і екологія
Тонкодзьобі горлиці живуть в тропічних лісах і чагарникових заростях. Зустрічаються на висоті до 1800 м над рівнем моря. На островах архіпелагу Бісмарка тонкодзьобі горлиці віддають перевагу рівнинам і передгір'ям.

## Поведінка
Тонкодзьобі горлиці живуть поодинці, парами або невеликими зграйками до 8 птахів. Живляться переважно плодами. Гніздо являє собою масивну платформу, зроблену з гілок. В кладці 1 яйце.